# 西朗布蘭奇 (新澤西州)
西朗布蘭奇（英語：West Long Branch）是位於美國新澤西州蒙茅斯縣的自治市鎮。

## 人口
根據2020年美國人口普查的數據，西朗布蘭奇的面積為7.49平方千米，當中陸地面積為7.40平方千米，而水域面積為0.09平方千米。當地共有人口8587人，而人口密度為每平方千米1,146人。